# Дунапатай
Дунапатай (угор. Dunapataj) — село та муніципалітет на півдні Угорщини, поблизу міста Калоча. Населення скаладє 3211 жителів (січень 2011). Село займає площу 90,47 км².

## Розташування
Село розташоване на території Великої Угорської рівнини, у жупані Бач-Кішкун, у повіті Калоча. На заході межею громади служить річка Дунай, а на сході — берег озера Селід.